# ألف ممدودة
الألف الممدودة (ا) هي صورة من حرف الألف تخلو من الهمزة و يستخدم مصطلح ممدودة للتفريق بينها و بين الألف المقصورة (ى). و قد تستخدم أيضًا لوصف الهمزة اللاحقة آخر الأسماء المسبوقة بألف ساكنة نحو (إملاء) و (صحراء).

## في القرآن
غالبًا ما تأتي المد في القرآن إذا جاء قبلها الهمزة و كانت الف أو واو أو ياء، والهمزة الممدودة تعتبر من حروف الإظهار.

## الكتابة
| الموقع من الكلمة: | معزول | بدائي | وسطي | نهائي |
| ----------------- | ----- | ----- | ---- | ----- |
| شكل الحرف:        | ا     | ا     | ـا   | ـا    |